# سلیا د مولینا
سلیا د مولینا (اسپانیایی: Celia de Molina‎؛ زادهٔ ۳۱ مارس ۱۹۸۳) بازیگر اهل اسپانیا است. وی از سال ۲۰۰۷ میلادی تاکنون مشغول فعالیت بوده‌است.
از فیلم‌ها یا برنامه‌های تلویزیونی که وی در آن نقش داشته‌است، می‌توان به شب‌زنده‌داری دخترانه و چه کسی را با خود به یک جزیره متروک می‌برید؟ اشاره کرد.